# Julius Wu
Julius Wu, född 12 maj 1971, är en amerikansk regissör av tecknad film, främst känd för sitt arbete med TV-serien Family Guy.
Wu har också arbetat med serierna King of the Hill och The Oblongs, innan de lades ner.

## Med Family Guy
Wu började med Family Guy 2007 efter att ha lämnat King of the Hill 2005. Han har sedan dess regisserat flera episoder, däribland följande:
- "The Tan Aquatic with Steve Zissou"
- "Believe It or Not, Joe's Walking on Air"
- "Baby Not on Board"
- "420"
- "Dog Gone"
- "Peter-assment"
- "Baby, You Knock Me Out"
- "Brothers & Sisters"
- "Stewie Goes for a Drive"
- "Be Careful What You Fish For"
- "Internal Affairs"